# Fraccionamiento los Prados
Fraccionamiento los Prados är en ort i Mexiko.   Den ligger i kommunen Cosoleacaque och delstaten Veracruz, i den sydöstra delen av landet, 500 km öster om huvudstaden Mexico City. Fraccionamiento los Prados ligger 26 meter över havet och antalet invånare är 2 652.
Terrängen runt Fraccionamiento los Prados är platt. Runt Fraccionamiento los Prados är det tätbefolkat, med 343 invånare per kvadratkilometer. Närmaste större samhälle är Minatitlán, 9,3 km öster om Fraccionamiento los Prados. Omgivningarna runt Fraccionamiento los Prados är en mosaik av jordbruksmark och naturlig växtlighet.